# Bagpipes from Baghdad
Pistes de Relapse
"Insane" "Hello"
Bagpipes from Bagdad est le cinquième titre de l'album Relapse du chanteur Eminem sorti le 18 mai 2009 en France. La chanson n'est pas sortie en tant que single.

## Genèse
La chanson fut écrite par Eminem, Dr.Dre et d'autres producteurs, à l'occasion du grand retour d'Eminem en 2009, avec l'album Relapse. En effet, à la suite de la mort de son meilleur ami, Proof, en 2006, Eminem a plongé dans une longue dépression et est devenu dépendant de la drogue. Sorti de ce calvaire qui dura trois ans, il se remit à l'écriture et créa un sixième album. Eminem ne perdit pas de temps pour se ré-attaquer à sa cible favorite, Mariah Carey, et en particulier à son mari, l'acteur et chanteur américain Nick Cannon, avec qui elle est mariée depuis le 30 avril 2008. Dans la chanson, Eminem insulte Nick Cannon et affirme qu'il aime toujours sa femme. Eminem s'était déjà attaqué à Mariah Carey dans de nombreuses chansons comme Superman, When The Music Stops ou encore Jimmy Crack Corn. Mariah Carey répondra à cette chanson en indiquant qu'Eminem est un obsédé. Le conflit s'achèvera par une nouvelle diss track d'Eminem nommé The Warning.